# Mastaba de Ti

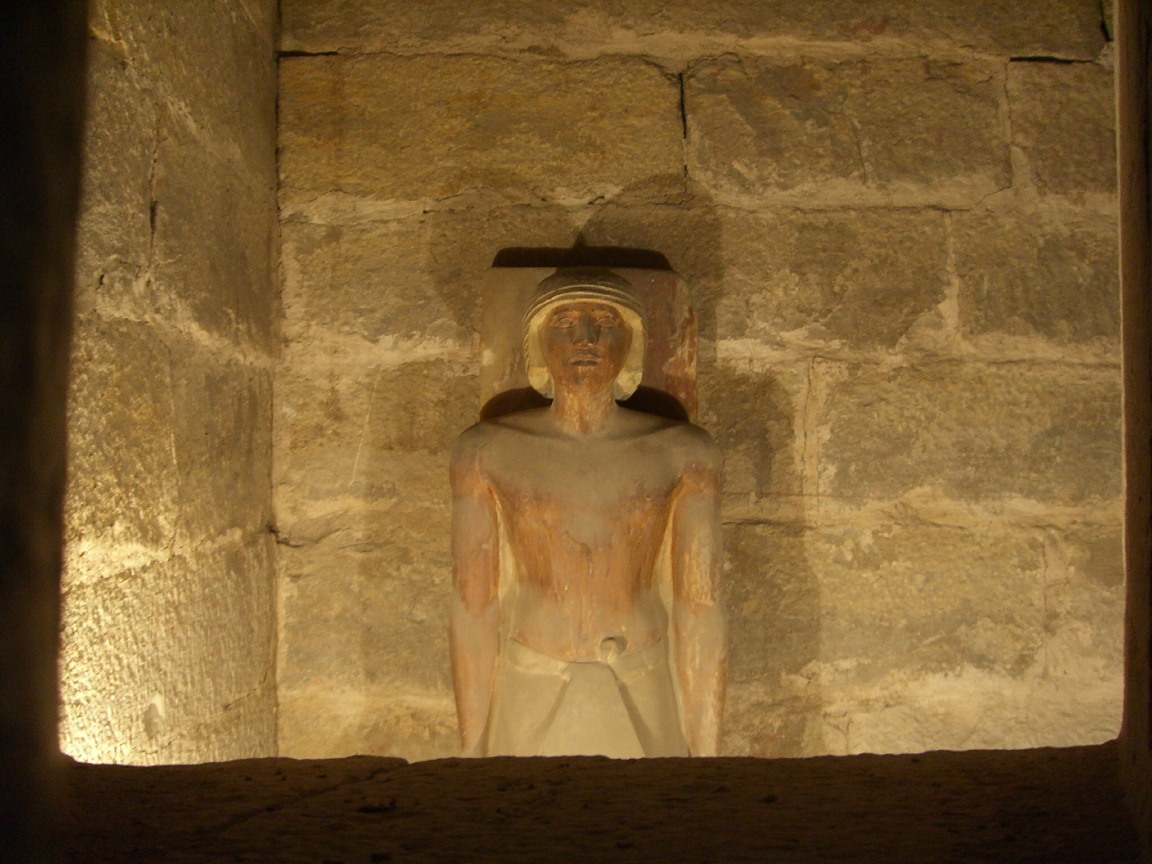
Estatua de Ti, en el serdab de su mastaba.

La mastaba de Ti es uno de los más importantes yacimientos arqueológicos de Saqqara. Fue descubierta en 1865 por Auguste Mariette.
Ti (también transcrito "Ty") fue un alto funcionario de la corte bajo varios faraones de la V dinastía de Egipto, de los que el último fue Niuserre, a finales del siglo XXV a. C. y comienzos del siglo XXIV a. C. Su función era "director de los peluqueros de la Gran Casa" (Jefe de los peluqueros de la corte), lo que le hacía estar próximo al soberano. De su importancia es testimonio la construcción de una gran mastaba para su tumba.

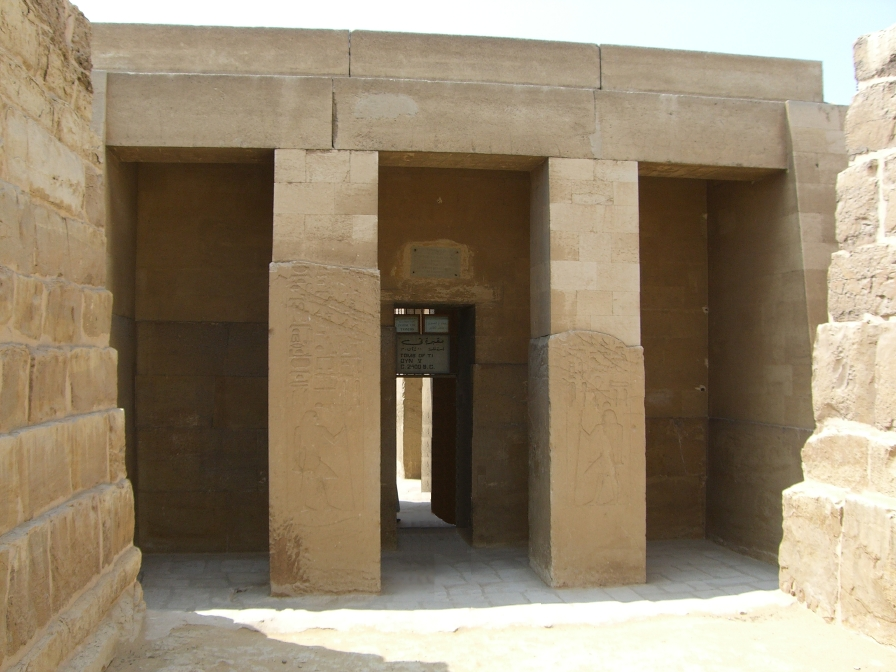
Entrada.
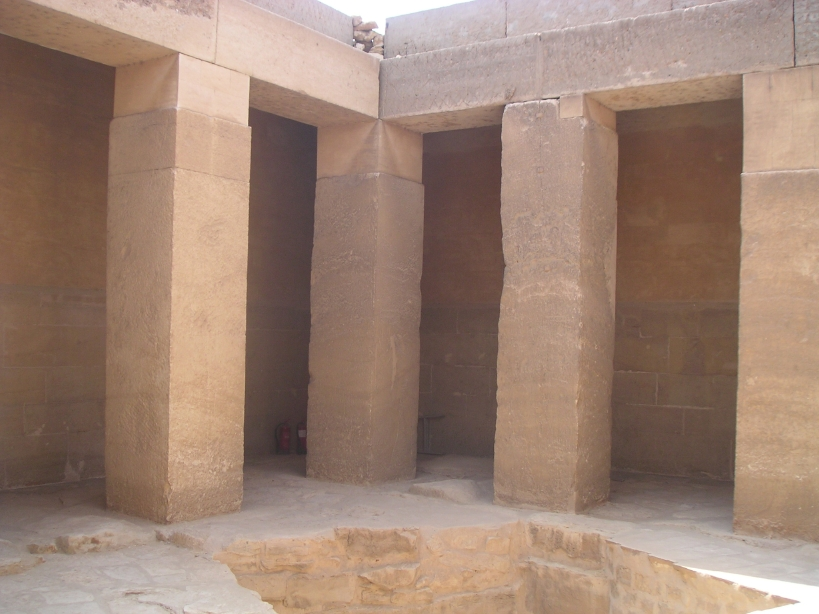
Cour.
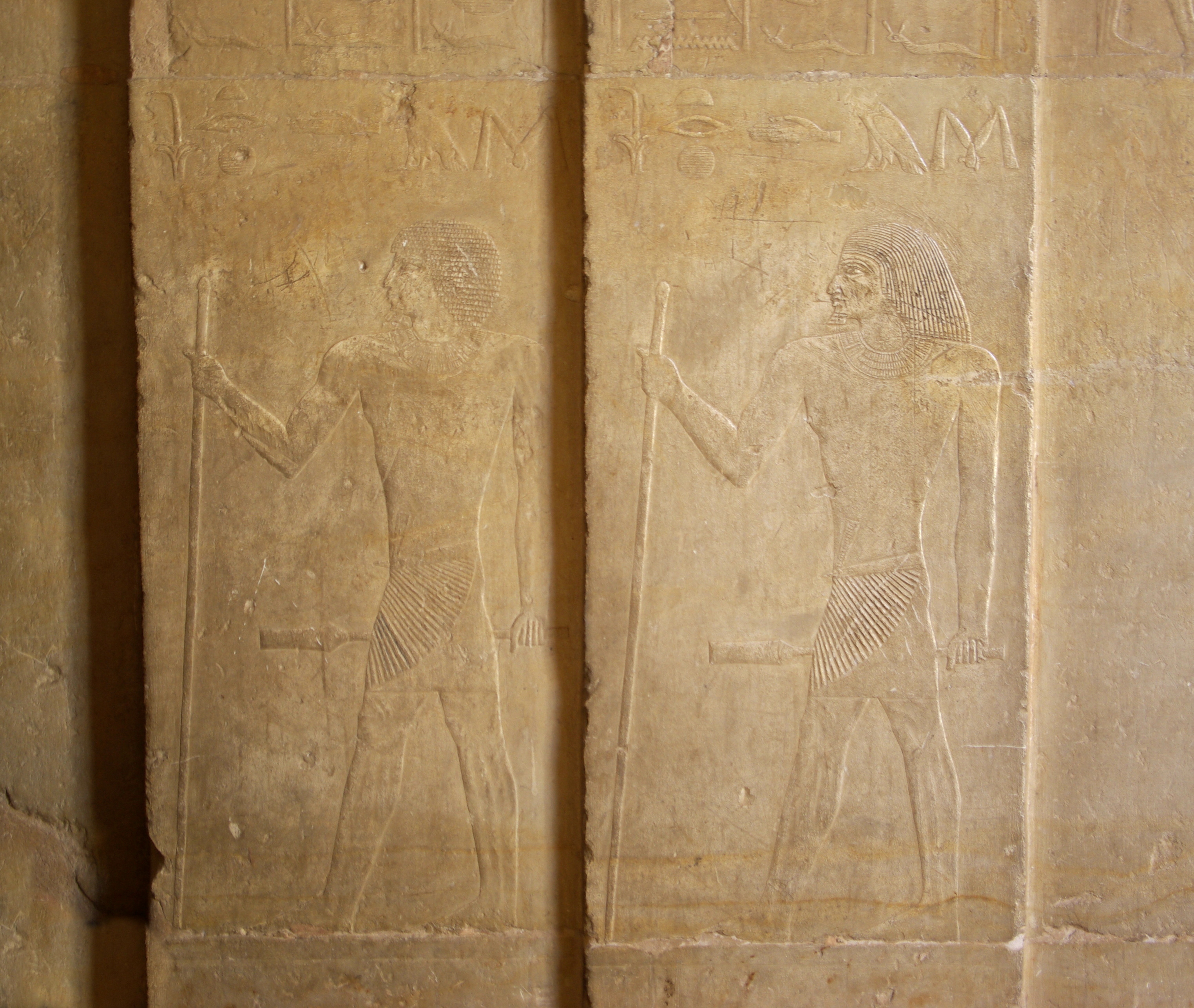
Relieve.
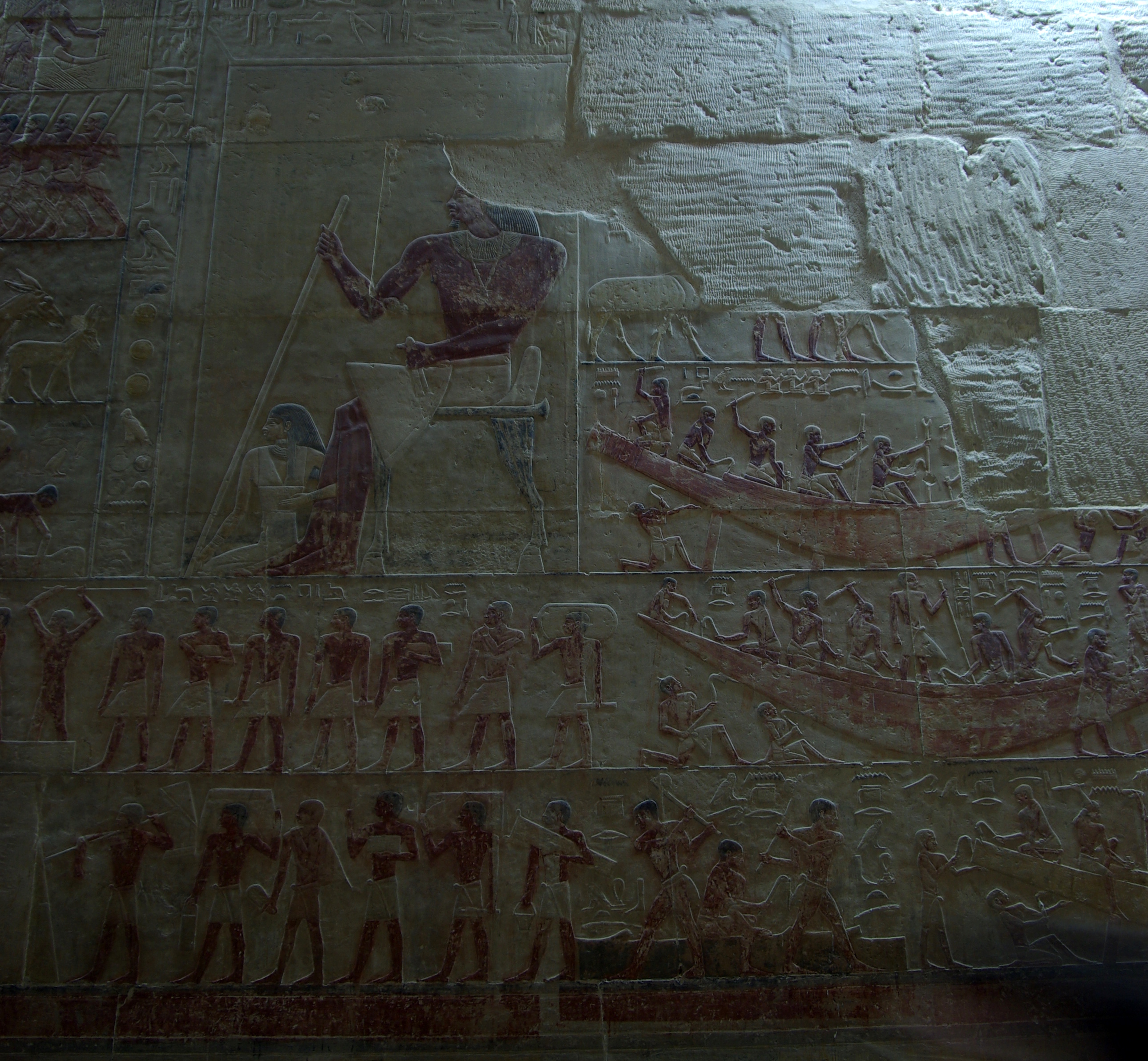
Relieve.
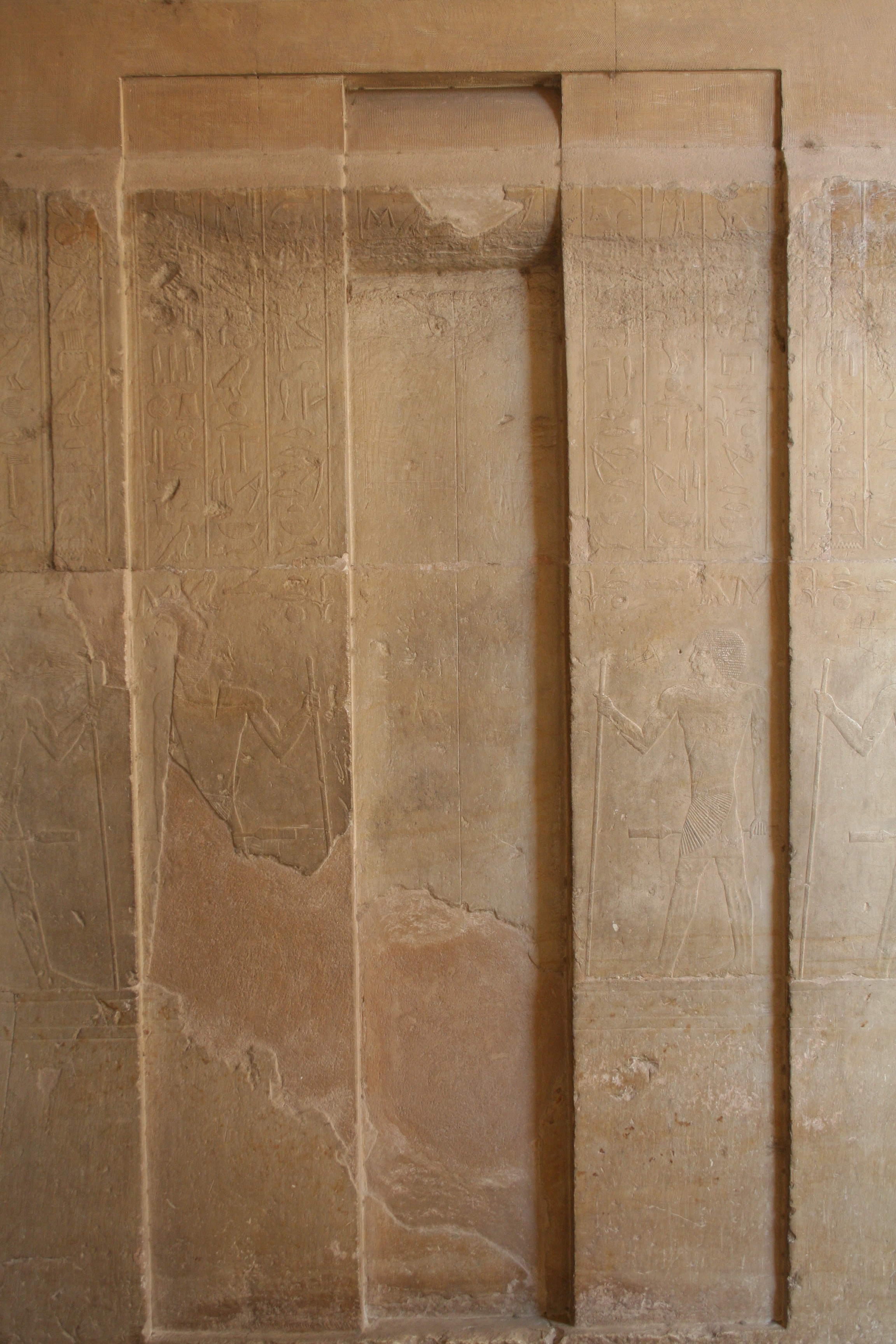
Falsa puerta.
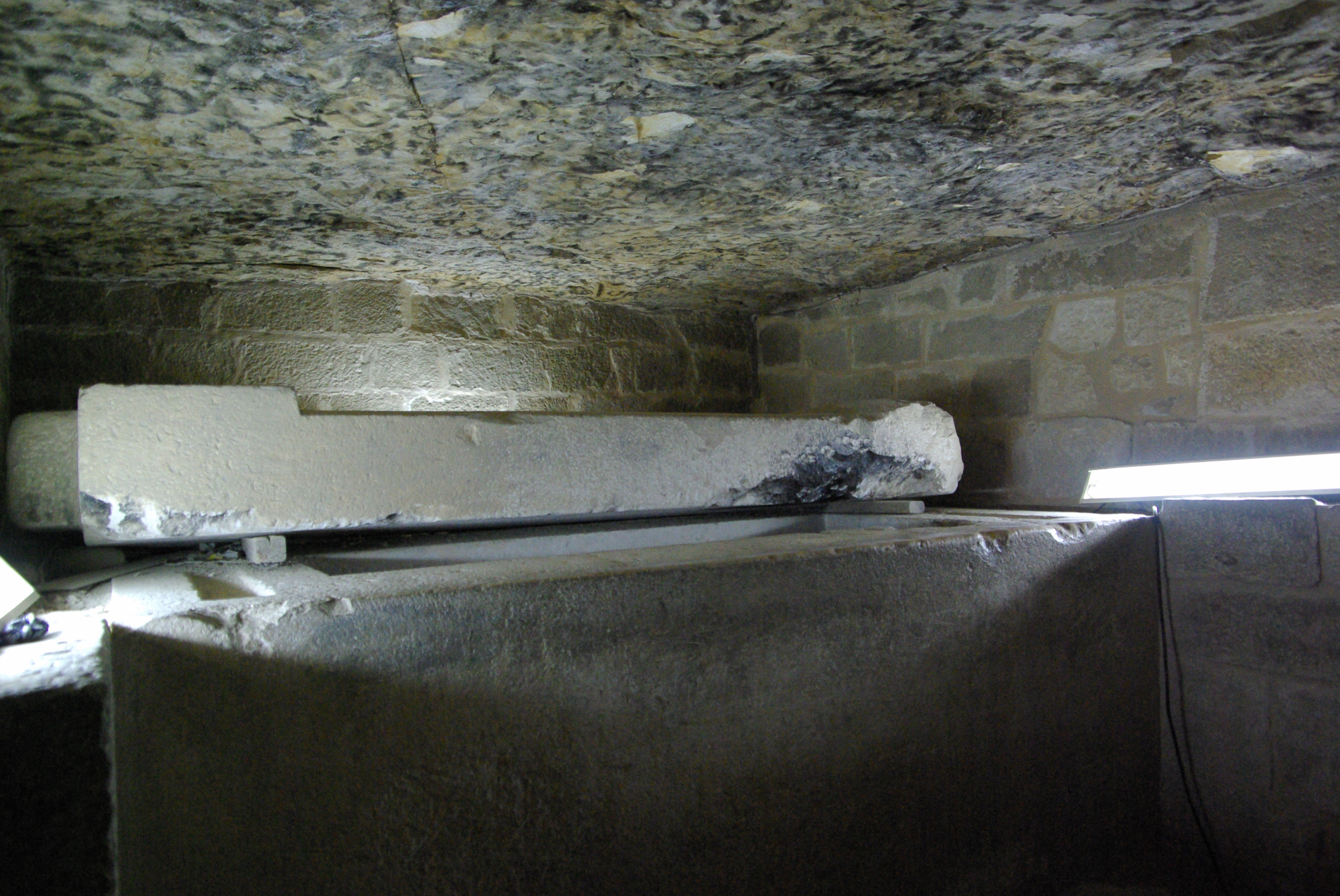
Cámara sepulcral, con el sarcófago.
Planta.